# Technologičeskij institut (stanice metra v Petrohradu)
Technologičeskij institut (Технологический институт) je přestupní stanice metra v Petrohradu. Obsluhují ji dvě severojižní linky Kirovsko-Vyborgskaja (č. 1, červená) a Moskovsko-Petrogradskaja (č. 2, modrá). Nachází se v blízkosti Technologického institutu.

## Charakter stanice
Stanice sestává ze dvou oddělených hal, jež jsou koncipovány jako ostrovní vestibuly (vystupuje se doleva). Starší hala byla otevřena na lince 1 už 15. listopadu 1955, je vyzdobena obklady bílého uralského mramoru a motivy vědeckých a technických úspěchů sovětských vědců; novější hala byla otevřena 29. dubna 1961 na lince 2 a byla vybudována ve funkcionalistickém stylu. Od 1. listopadu 1963 byla stanice zprovozněna jako plně přestupní stanice, v první hale staví vlaky směřující na jih, zatímco ve druhé lze nastoupit do souprav směřujících na sever.

## Bombový útok
Dne 3. dubna 2017 vybuchla ve vlaku modré linky směřujícím ze stanice Sennaja Ploščaď na Technologičeskij institut nastražená bomba; při útoku bylo zabito 14 lidí a na 50 dalších bylo zraněno. I přes výbuch v tunelu strojvedoucí úspěšně dojel se soupravou až do této stanice, čímž podle vyšetřování zachránil životy mnoha zraněným lidem.